# Ukita Hideie
Ukita Hideie (宇喜多 秀家) (Província de Bizen, 1573 – Hachijō-jima, 17 de dezembro de 1655) foi daimiô das províncias de Bizen e Mimasaka (atual Prefeitura de Okayama, e um dos Cinco Anciãos escolhidos por Toyotomi Hideyoshi. Filho de Ukita Naoie, casou com Gōhime, um filha de Toshiie Maeda. Tendo lutado contra Tokugawa Ieyasu na Batalha de Sekigahara, foi exilado para a ilha prisão de Hachijō-jima, onde morreu.

## Ganho de notoriedade
O pai de Hideie, Naoie, foi daimiô da Província de Bizen e inicialmente se opôs, mas depois se aliou com Oda Nobunaga e Toyotomi Hideyoshi. Naoie morreu em 1581, e em 1582 Hideie se tornou líder do clã Ukita. Como Hideie ainda era jovem, foi seu tio (Tadaie) que agiu como líder do exército Ukita (sob Toyotomi Hideyoshi) durante o cerco do Castelo de Takamatsu em 1582. Nobunaga foi assassinado em 2 de junho daquele ano, mas o cerco continuou até o castelo cair dois dias depois. Hideyoshi voltou rapidamente para Quioto, deixando o clã Ukita no comando de Bizen, Mimasaka e partes recém-tomadas das Províncias de Bitchū.
Em 1586, Hideie se casou com a filha adotiva de Hideyoshi, Gōhime. (Ela foi adotada por Hideyoshi de Toshiie Maeda.)
Hideie se juntou às campanhas militares de Hideyoshi em Shikoku (1585), Kyushu (1586) e no Cerco de Odawara (1590). Seguindo a unificação do Japão sob Hideyoshi, Hideie serviu como comandante em chefe na Guerra Imjin, voltando em 1598 para servir como um dos cinco conselheiros de Hideyoshi, junto de Toshiie Maeda, Uesugi Kagekatsu, Mōri Terumoto, e Tokugawa Ieyasu.